# Гранфонтен (Нижний Рейн)
Гранфонтен (фр. Grandfontaine) — коммуна на северо-востоке Франции в регионе Гранд-Эст (бывший Эльзас — Шампань — Арденны — Лотарингия), департамент Нижний Рейн, округ Мольсем, кантон Мюциг. До марта 2015 года коммуна административно входила в состав упразднённого кантона Ширмек (округ Мольсем).
Площадь коммуны — 39,52 км², население — 383 человека (2006) с тенденцией к росту: 437 человек (2013), плотность населения — 11,1 чел/км².

## Население
Население коммуны в 2011 году составляло 416 человек, в 2012 году — 431 человек, а в 2013-м — 437 человек.
| 1962 | 1968 | 1975 | 1982 | 1990 | 1999 | 2006 | 2008 | 2011 | 2012 | 2013 |
| ---- | ---- | ---- | ---- | ---- | ---- | ---- | ---- | ---- | ---- | ---- |
| 421  | 386  | 408  | 361  | 351  | 369  | 383  | 389  | 416  | 431  | 437  |

Динамика населения:

## Экономика
В 2010 году из 261 человек трудоспособного возраста (от 15 до 64 лет) 191 были экономически активными, 70 — неактивными (показатель активности 73,2 %, в 1999 году — 75,0 %). Из 191 активных трудоспособных жителей работали 180 человек (100 мужчин и 80 женщин), 11 числились безработными (трое мужчин и 8 женщин). Среди 70 трудоспособных неактивных граждан 24 были учениками либо студентами, 28 — пенсионерами, а ещё 18 — были неактивны в силу других причин.

## Достопримечательности (фотогалерея)

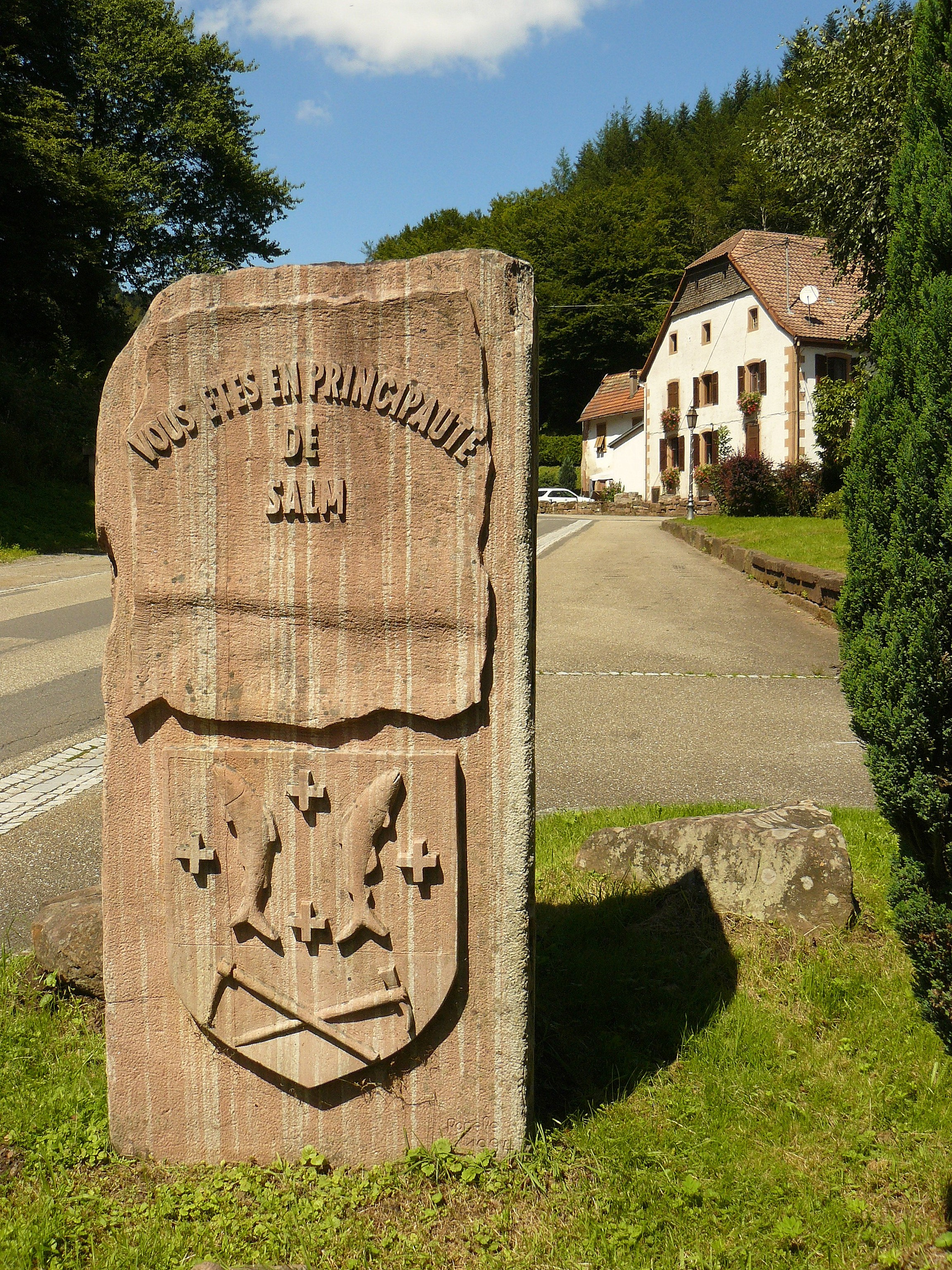
Памятный камень Княжество Зальм
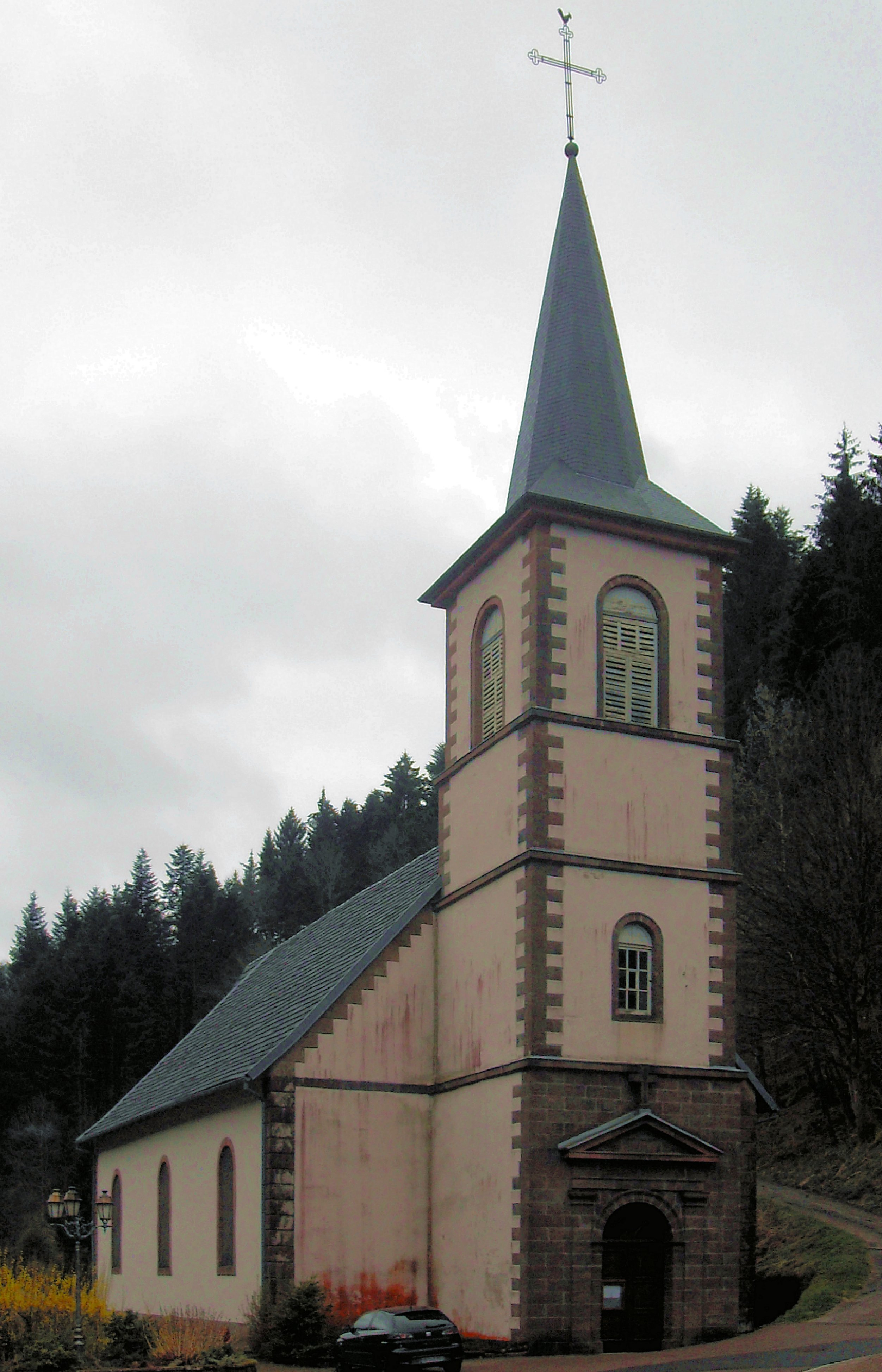
Церковь Сент-Якоб-ле-Майор